# Paraphytoseius cracentis
Paraphytoseius cracentis är en spindeldjursart som först beskrevs av Corpuz-Raros och Rimando 1966.  Paraphytoseius cracentis ingår i släktet Paraphytoseius och familjen Phytoseiidae. Inga underarter finns listade i Catalogue of Life.